# Anatoli Eduardowitsch Serdjukow

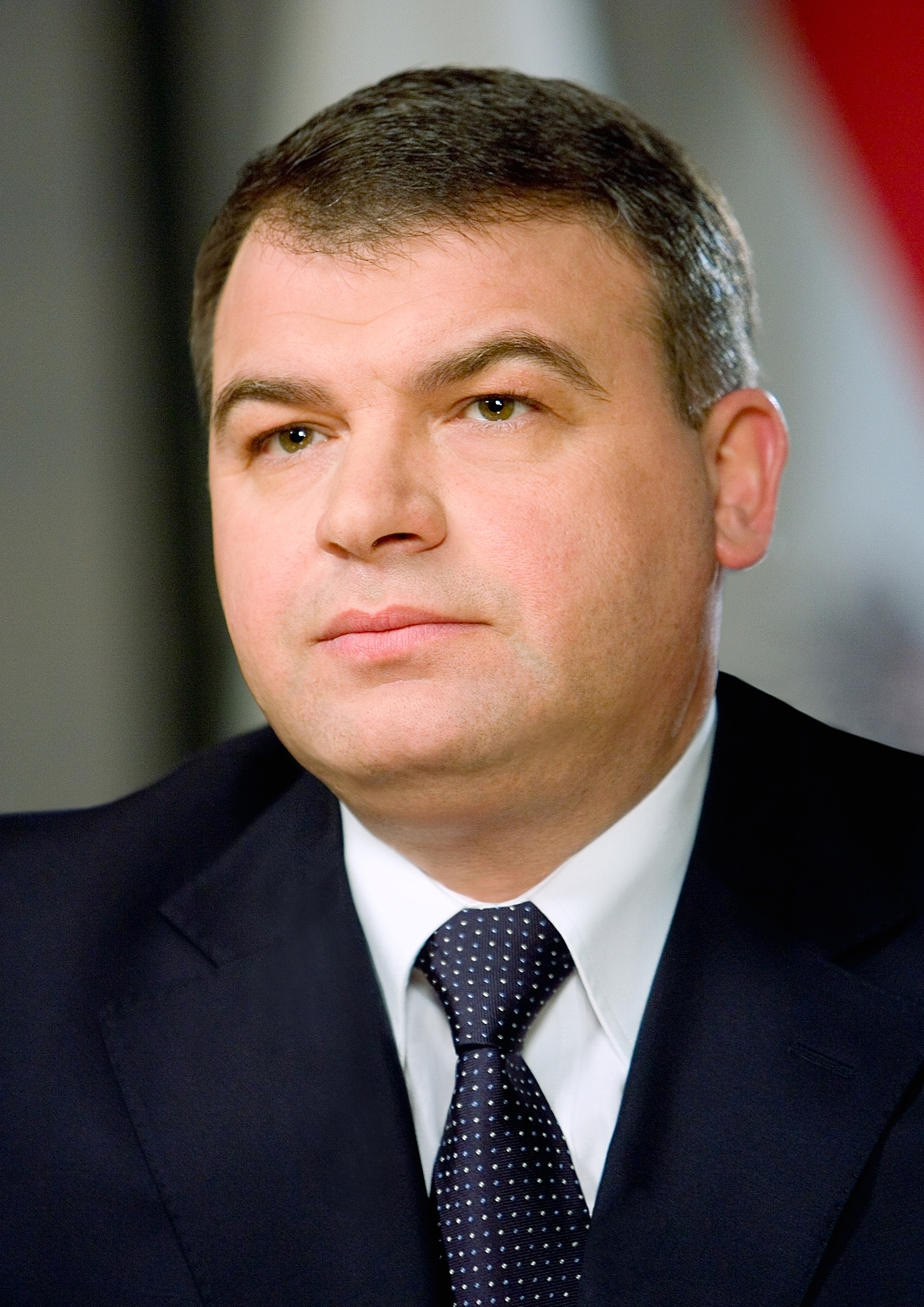
Anatoli Serdjukow (2007)

Anatoli Eduardowitsch Serdjukow (russisch Анатолий Эдуардович Сердюков; * 8. Januar 1962 in Cholmski in der Region Krasnodar) ist ein russischer Politiker. Im Februar 2007 wurde er Verteidigungsminister der Russischen Föderation. Im November 2012 wurde Serdjukow vom Präsidenten Putin entlassen. Sein Nachfolger wurde der bisherige Moskauer Gebietsgouverneur Sergei Schoigu.

## Beruflicher Werdegang
Nach Beendigung seines Studiums an der Hochschule für Sowjetischen Handel in Leningrad arbeitete er 1985 zunächst bei einem örtlichen Möbelhandel, wechselte dann 1993 als stellvertretender Direktor zur St. Petersburger Aktiengesellschaft „Mebel-Market“, wo er sich vornehmlich um die Marktforschung kümmerte und schließlich zum Generaldirektor aufstieg. Im Jahr 2000 wechselte Serdjukow in den Staatsdienst und nahm eine Stelle bei der Steuerinspektion an. Von Juni bis November 2001 war er Vizechef der Petersburger Abteilung des Ministeriums für Steuern und Abgaben und damit Stellvertreter des späteren Ministerpräsidenten Wiktor Subkow. Als letzterer im November 2001 nach Moskau zur Föderalen Behörde für Finanzkontrolle wechselte, wurde Serdjukow dessen Nachfolger auf dem Posten des Vorsitzenden der Petersburger Abteilung des Ministeriums für Steuern und Abgaben. 
Im März 2004 wechselte er nach Moskau, wo er die kommissarische Leitung des Föderalen Ministeriums für Steuern und Abgaben übernahm. Dieses wurde bald darauf in eine dem Finanzministerium unterstehende Behörde namens Föderaler Dienst für Steuern umgewandelt, zu deren Leiter Serdjukow im Juli 2004 ernannt wurde.
Im Februar 2007 wurde Serdjukow schließlich als Nachfolger von Sergei Iwanow zum Verteidigungsminister ernannt. Seit März 2007 ist Serdjukow außerdem Aufsichtsratsvorsitzender des Chemieunternehmens Chimprom, das sich mehrheitlich im Staatsbesitz befindet. Gleiches gilt für die Staatskorporation Rostechnologii im Rüstungssektor. 
Am 18. September 2007 reichte Serdjukow seinen Rücktritt ein. Als Begründung wurde die Unvereinbarkeit des Ministerpostens mit dem engen verwandtschaftlichen Verhältnis zum kurz zuvor ernannten Regierungschef Wiktor Subkow angegeben. Subkow ist Serdjukows Schwiegervater. Das Rücktrittsgesuch wurde von Präsident Wladimir Putin abgelehnt, wodurch Serdjukow weiterhin als Verteidigungsminister amtierte.
Zur Entlassung Serdjukows am 6. November 2012 erklärte Putin, das Verteidigungsministerium habe es unter Serdjukow versäumt, Militärangehörige ausreichend mit Wohnungen zu versorgen. Serdjukows Entlassung habe zudem im Zusammenhang mit einer Korruptionsaffäre um ein seinem Ministerium unterstelltes Unternehmen gestanden, dem Veruntreuung in Höhe von 78 Mio. Euro vorgeworfen wird.
Serdjukow selbst war bereits zuvor aufgrund seiner Reformpläne in die Kritik von Militärs und insbesondere der Rüstungslobby geraten. Die Russischen Streitkräfte befanden sich in der größten Reform ihrer Geschichte. Serdjukow wollte dabei die Befehlsketten durch Einschnitte in die Offiziersränge verkürzen und forderte zusätzlich bessere Qualität und transparente Preise von der Rüstungsindustrie, zudem hatte er Waffen im Ausland gekauft.
Seit seinem Ausscheiden aus der Politik ist Serdjukow in der Wirtschaft tätig und übernahm führende Positionen im Luftfahrtbereich von Rostec sowie im Verwaltungsrat von OAK. 

## Sonstiges
Als Geheimagent und als ehemaliges ständiges Mitglied des Sicherheitsrates von Russland genießt Serdjukow lebenslangen staatlichen Schutz, der ihm durch den Federalnaja Sluschba Ochrany (Föderaler Dienst für Bewachung) gewährleistet wird.
Angesichts des Russischen Überfalls auf die Ukraine wurde Serdjukow am 28. Juni 2022 gemeinsam mit seinen Familienangehörigen auf die Sanktionsliste der USA gesetzt.